# Lipcani
Lipcani es una ciudad de la República de Moldavia perteneciente al distrito de Briceni.
En 2014 tenía 5500 habitantes. En 2004 la población estaba compuesta por un 49,26% de moldavos, 37,3% de ucranianos y 10,9% de rusos.
Se sitúa entre las fronteras con Ucrania y Rumania.